# سرو ژاپنی
سِرو ژاپنی (نام علمی: Capricornis crispus) نام یک گونه از سرده سِرو است.